# Ophiochasma stellata
Ophiochasma stellata är en ormstjärneart som först beskrevs av Ljungman 1867.  Ophiochasma stellata ingår i släktet Ophiochasma och familjen Ophiodermatidae. Inga underarter finns listade i Catalogue of Life.